# Công tố viên lách luật
Công tố viên lách luật (tiếng Hàn: 진검승부; Hanja: 真劍勝負, tiếng Anh: Bad Prosecutor) là một bộ phim truyền hình Hàn Quốc do Doh Kyung-soo và Lee Se-hee thủ vai chính. Phim dài 12 tập và được phát sóng lần đầu tiên trên KBS2 từ ngày 5 tháng 10 đến ngày 10 tháng 11 năm 2022 mỗi thứ Tư và thứ Năm vào lúc 21:50 (KST).

## Diễn viên

### Nhân vật chính
- Doh Kyung-soo vai Jin Jeong[6]
  - Jung Hyeon-jun vai Jin Jeong lúc nhỏ[7]
- Lee Se-hee vai Shin A-ra[8]
- Ha Jun vai Oh Do-hwan[9]

### Nhân vật phụ

#### Liên quan đến Jin Jeong
- Lee Si-eon vai Go Joong-do[10]
- Kim Sang-ho vai Park Jae-kyung[11]
- Yeon Joon-seok vai Lee Chul-ki[12]
- Joo Bo-young vai Baek Eun-ji[13]

#### Văn phòng công tố
- Kim Tae-woo vai Kim Tae-ho[14]
- Choi Kwang-il vai Lee Jang-won[3]
- Yoon Jung-seop vai Điều tra viên Park[15]
- Hong Eui-jun vai Điều tra viên Kang Shin-jo[16]

#### Công ty luật Kangsan
- Kim Chang-wan vai Seo Hyun-gyu[17]
- Yoo Hwan vai Seo Ji-han[17]
- Kim Hi-eo-ra vai Giám đốc Tae Hyung-wook[18]
- Kim Jung-young vai Jang Jae-Hee[19]

#### Khác
- Kim Geun-soon vai mẹ của Jin Jeong[17]
- Shin Seung-hwan vai Yoo Jin-cheol[17]
- Jeong Jae-won vai Min-goo[16]

### Mở rộng
- Lee Hyo-na vai Park Ye-young[20]
- Lee Woo-sung vai Kim Hyo-jun[21]

### Xuất hiện đặc biệt
- Lee Jong-hyuk vai Jin Kang-woo[7]
- Keum Kwang-san vai Fitness president[22]

## Nhạc phim
| Disc 1           | Disc 1                      | Disc 1           | Disc 1     |
| STT              | Nhan đề                     | Nghệ sĩ          | Thời lượng |
| ---------------- | --------------------------- | ---------------- | ---------- |
| 1.               | "Deep End"                  | twlv             | 3:11       |
| 2.               | "Little Star" (작은 별)     | Lucy             | 3:13       |
| 3.               | "Bite"                      | D.O. (Exo)       | 3:22       |
| 4.               | "Call me a freak"           | Suho (Exo)       | 2:51       |
| 5.               | "Bad Prosecutor" (진검승부) | Layone           | 2:49       |
| 6.               | "Bitter" (쓰다)             | Han Dong-geun    | 3:54       |
| 7.               | "Believe"                   | Chuther          | 3:11       |
| 8.               | "Deep End" (Inst.)          | twlv             | 3:11       |
| 9.               | "Little Star" (Inst.)       | Lucy             | 3:13       |
| 10.              | "Bite" (Inst.)              | D.O. (Exo)       | 3:22       |
| 11.              | "Call me a freak" (Inst.)   | Suho (Exo)       | 2:51       |
| 12.              | "Bad Prosecutor" (Inst.)    | Layone           | 2:49       |
| 13.              | "Bitter" (Inst.)            | Han Dong-geun    | 3:54       |
| 14.              | "Believe" (Inst.)           | Chuther          | 3:11       |
| Tổng thời lượng: | Tổng thời lượng:            | Tổng thời lượng: | 45:02      |

| Disc 2           | Disc 2             | Disc 2                                   | Disc 2     |
| STT              | Nhan đề            | Nghệ sĩ                                  | Thời lượng |
| ---------------- | ------------------ | ---------------------------------------- | ---------- |
| 1.               | "Go Jin-jeong"     | Baek Eun-woo Park Beom-geun Ji Sung-kyu  | 2:02       |
| 2.               | "Detective Comic"  | Baek Eun-woo Yang Sung-ho                | 2:22       |
| 3.               | "Agent"            | Baek Eun-woo Park Beom-geun              | 2:01       |
| 4.               | "Real Fight"       | Oh Byeong-joo                            | 2:05       |
| 5.               | "Extreme Hip-hop"  | Baek Eun-woo Kim Tae-joon                | 2:47       |
| 6.               | "Freestyle"        | Baek Eun-woo Yang Sung-ho                | 3:18       |
| 7.               | "Airport Chase"    | Oh Byeong-joo                            | 1:47       |
| 8.               | "Funny Rock"       | Baek Eun-woo Kim Tae-joon                | 2:40       |
| 9.               | "War against Evil" | Oh Byeong-joo                            | 2:56       |
| 10.              | "Smash"            | Baek Eun-woo Park Beom-geun Kim Dae-hoon | 2:00       |
| 11.              | "Wrong Judgement"  | Baek Eun-woo Yang Sung-ho                | 2:03       |
| 12.              | "Real Prosecutor"  | Baek Eun-woo Yang Sung-ho                | 2:05       |
| 13.              | "Amigo"            | Baek Eun-woo Park Beom-geun Kim Soo-bin  | 2:01       |
| 14.              | "Here to the End"  | Baek Eun-woo Park Beom-geun Kim Soo-bin  | 2:25       |
| Tổng thời lượng: | Tổng thời lượng:   | Tổng thời lượng:                         | 32:32      |

### Part 1
| Released on 6 tháng 10 năm 2022 | Released on 6 tháng 10 năm 2022 | Released on 6 tháng 10 năm 2022 | Released on 6 tháng 10 năm 2022 | Released on 6 tháng 10 năm 2022 | Released on 6 tháng 10 năm 2022 |
| STT                             | Nhan đề                         | Phổ lời                         | Phổ nhạc                        | Nghệ sĩ                         | Thời lượng                      |
| ------------------------------- | ------------------------------- | ------------------------------- | ------------------------------- | ------------------------------- | ------------------------------- |
| 1.                              | "Deep End"                      | Kim Hye-jeong                   | Jozu Ohway!                     | twlv                            | 3:11                            |
| 2.                              | "Deep End" (Inst.)              |                                 | Jozu Ohway!                     |                                 | 3:11                            |
| Tổng thời lượng:                | Tổng thời lượng:                | Tổng thời lượng:                | Tổng thời lượng:                | Tổng thời lượng:                | 6:22                            |

### Part 2
| Released on 13 tháng 10 năm 2022 | Released on 13 tháng 10 năm 2022 | Released on 13 tháng 10 năm 2022 | Released on 13 tháng 10 năm 2022 | Released on 13 tháng 10 năm 2022 | Released on 13 tháng 10 năm 2022 |
| STT                              | Nhan đề                          | Phổ lời                          | Phổ nhạc                         | Nghệ sĩ                          | Thời lượng                       |
| -------------------------------- | -------------------------------- | -------------------------------- | -------------------------------- | -------------------------------- | -------------------------------- |
| 1.                               | "Little Star" (작은 별)          | Nmore Jozu Jeon Jeni             | Nmore Jozu Jeon Jeni             | Lucy                             | 3:13                             |
| 2.                               | "Little Star" (Inst.)            |                                  | Nmore Jozu Jeon Jeni             |                                  | 3:13                             |
| Tổng thời lượng:                 | Tổng thời lượng:                 | Tổng thời lượng:                 | Tổng thời lượng:                 | Tổng thời lượng:                 | 6:26                             |

### Part 3
| Released on 19 tháng 10 năm 2022 | Released on 19 tháng 10 năm 2022 | Released on 19 tháng 10 năm 2022 | Released on 19 tháng 10 năm 2022 | Released on 19 tháng 10 năm 2022 | Released on 19 tháng 10 năm 2022 |
| STT                              | Nhan đề                          | Phổ lời                          | Phổ nhạc                         | Nghệ sĩ                          | Thời lượng                       |
| -------------------------------- | -------------------------------- | -------------------------------- | -------------------------------- | -------------------------------- | -------------------------------- |
| 1.                               | "Bite"                           | Kim Hye-jeong                    | HeyFarmer GESTURE                | D.O. (Exo)                       | 3:22                             |
| 2.                               | "Bite" (Inst.)                   |                                  | HeyFarmer GESTURE                |                                  | 3:22                             |
| Tổng thời lượng:                 | Tổng thời lượng:                 | Tổng thời lượng:                 | Tổng thời lượng:                 | Tổng thời lượng:                 | 6:44                             |

### Part 4
| Released on 27 tháng 10 năm 2022 | Released on 27 tháng 10 năm 2022 | Released on 27 tháng 10 năm 2022 | Released on 27 tháng 10 năm 2022          | Released on 27 tháng 10 năm 2022 | Released on 27 tháng 10 năm 2022 |
| STT                              | Nhan đề                          | Phổ lời                          | Phổ nhạc                                  | Nghệ sĩ                          | Thời lượng                       |
| -------------------------------- | -------------------------------- | -------------------------------- | ----------------------------------------- | -------------------------------- | -------------------------------- |
| 1.                               | "Call me a freak"                | Jozu Building Owner GESTURE      | Jozu Building Owner Kim Seung-jun GESTURE | Suho (Exo)                       | 2:51                             |
| 2.                               | "Call me a freak" (Inst.)        |                                  | Jozu Building Owner Kim Seung-jun GESTURE |                                  | 2:51                             |
| Tổng thời lượng:                 | Tổng thời lượng:                 | Tổng thời lượng:                 | Tổng thời lượng:                          | Tổng thời lượng:                 | 5:42                             |

### Part 5
| Released on 3 tháng 11 năm 2022 | Released on 3 tháng 11 năm 2022 | Released on 3 tháng 11 năm 2022 | Released on 3 tháng 11 năm 2022  | Released on 3 tháng 11 năm 2022 | Released on 3 tháng 11 năm 2022 |
| STT                             | Nhan đề                         | Phổ lời                         | Phổ nhạc                         | Nghệ sĩ                         | Thời lượng                      |
| ------------------------------- | ------------------------------- | ------------------------------- | -------------------------------- | ------------------------------- | ------------------------------- |
| 1.                              | "Bad Prosecutor" (진검승부)     | Layone                          | Layone Baek Eun-woo Kim Tae-joon | Layone                          | 2:49                            |
| 2.                              | "Bad Prosecutor" (Inst.)        |                                 | Layone Baek Eun-woo Kim Tae-joon |                                 | 2:49                            |
| Tổng thời lượng:                | Tổng thời lượng:                | Tổng thời lượng:                | Tổng thời lượng:                 | Tổng thời lượng:                | 5:38                            |

### Part 6
| Released on 9 tháng 11 năm 2022 | Released on 9 tháng 11 năm 2022 | Released on 9 tháng 11 năm 2022 | Released on 9 tháng 11 năm 2022 | Released on 9 tháng 11 năm 2022 | Released on 9 tháng 11 năm 2022 |
| STT                             | Nhan đề                         | Phổ lời                         | Phổ nhạc                        | Nghệ sĩ                         | Thời lượng                      |
| ------------------------------- | ------------------------------- | ------------------------------- | ------------------------------- | ------------------------------- | ------------------------------- |
| 1.                              | "Bitter" (쓰다)                 | Kim Sa-ra Kim Hye-jeong         | Kwon Tae-eun                    | Han Dong-geun                   | 3:54                            |
| 2.                              | "Bitter" (Inst.)                |                                 | Kwon Tae-eun                    |                                 | 3:54                            |
| Tổng thời lượng:                | Tổng thời lượng:                | Tổng thời lượng:                | Tổng thời lượng:                | Tổng thời lượng:                | 7:48                            |

### Part 7
| Released on 10 tháng 11 năm 2022 | Released on 10 tháng 11 năm 2022 | Released on 10 tháng 11 năm 2022 | Released on 10 tháng 11 năm 2022 | Released on 10 tháng 11 năm 2022 | Released on 10 tháng 11 năm 2022 |
| STT                              | Nhan đề                          | Phổ lời                          | Phổ nhạc                         | Nghệ sĩ                          | Thời lượng                       |
| -------------------------------- | -------------------------------- | -------------------------------- | -------------------------------- | -------------------------------- | -------------------------------- |
| 1.                               | "Believe"                        | Shannon                          | Ohway! Shannon                   | Chuther                          | 3:11                             |
| 2.                               | "Believe" (Inst.)                |                                  | Ohway! Shannon                   |                                  | 3:11                             |
| Tổng thời lượng:                 | Tổng thời lượng:                 | Tổng thời lượng:                 | Tổng thời lượng:                 | Tổng thời lượng:                 | 6:22                             |

## Tỷ suất người xem
| Mùa | Mùa | Số tập | Số tập | Số tập | Số tập | Số tập | Số tập | Số tập | Số tập | Số tập | Số tập | Số tập | Số tập | Trung bình |
| Mùa | Mùa | 1      | 2      | 3      | 4      | 5      | 6      | 7      | 8      | 9      | 10     | 11     | 12     | Trung bình |
| --- | --- | ------ | ------ | ------ | ------ | ------ | ------ | ------ | ------ | ------ | ------ | ------ | ------ | ---------- |
|     | 1   | 773    | 876    | 834    | 911    | 774    | 932    | 893    | 1005   | 1093   | 1060   | 795    | 1158   | 925        |

| Tập                                                                                      | Ngày phát sóng đầu tiên | Tỷ suất người xem trung bình | Tỷ suất người xem trung bình | Tỷ suất người xem trung bình |
| Tập                                                                                      | Ngày phát sóng đầu tiên | Nielsen Korea                | Nielsen Korea                | TNmS                         |
| Tập                                                                                      | Ngày phát sóng đầu tiên | Toàn quốc                    | Seoul                        | Toàn quốc                    |
| ---------------------------------------------------------------------------------------- | ----------------------- | ---------------------------- | ---------------------------- | ---------------------------- |
| 1                                                                                        | 5 tháng 10 năm 2022     | 4.3% (15th)                  | 4.1% (15th)                  | 4.6% (15th)                  |
| 2                                                                                        | 6 tháng 10 năm 2022     | 5.0% (9th)                   | 4.8% (9th)                   | 5.1% (11th)                  |
| 3                                                                                        | 12 tháng 10 năm 2022    | 4.6% (12th)                  | 4.3% (14th)                  | 4.3% (15th)                  |
| 4                                                                                        | 13 tháng 10 năm 2022    | 5.0% (11th)                  | 4.7% (13th)                  | 4.9% (13th)                  |
| 5                                                                                        | 19 tháng 10 năm 2022    | 4.3% (14th)                  | 4.1% (13th)                  | 3.9% (16th)                  |
| 6                                                                                        | 20 tháng 10 năm 2022    | 5.1% (11th)                  | 4.8% (10th)                  | 4.3% (13th)                  |
| 7                                                                                        | 26 tháng 10 năm 2022    | 5.0% (14th)                  | 5.2% (8th)                   | 4.1% (17th)                  |
| 8                                                                                        | 27 tháng 10 năm 2022    | 5.6% (11th)                  | 5.7% (8th)                   | 4.8% (12th)                  |
| 9                                                                                        | 2 tháng 11 năm 2022     | 6.3% (6th)                   | 6.7% (6th)                   | 5.0% (13th)                  |
| 10                                                                                       | 3 tháng 11 năm 2022     | 6.2% (8th)                   | 6.0% (6th)                   | 5.2% (12th)                  |
| 11                                                                                       | 9 tháng 11 năm 2022     | 4.7% (12th)                  | 4.5% (13th)                  | 4.1% (16th)                  |
| 12                                                                                       | 10 tháng 11 năm 2022    | 6.3% (6th)                   | 5.9% (7th)                   | 4.9% (12th)                  |
| Trung bình                                                                               | Trung bình              | 5.2%                         | 5.1%                         | 4.6%                         |
| - Số màu xanh là tỷ suất người xem thấp nhất và số màu đỏ là tỷ suất người xem cao nhất. |                         |                              |                              |                              |